# الکس بوسومورث
الکس بوسومورث (انگلیسی: Alex Bosomworth; ۲۲ سپتامبر ۱۹۰۴ – ۲۲ نوامبر ۱۹۸۷) بازیکن فوتبال اهل بریتانیا بود.
از باشگاه‌هایی که در آن بازی کرده‌است می‌توان به باشگاه فوتبال میدلزبرو، باشگاه فوتبال برافورد پارک آونیو، باشگاه فوتبال بارو، و باشگاه فوتبال دارلینگتون اشاره کرد.